# Ropalidia trimaculata
Ropalidia trimaculata är en getingart som beskrevs av Vecht 1962. Ropalidia trimaculata ingår i släktet Ropalidia och familjen getingar. Inga underarter finns listade i Catalogue of Life.